# Cola di Monforte
Nicola (oder Nicolò) di Monforte-Gambatesa, bekannt als Cola di Monforte (* 1415 in Neapel; † August 1478 in Padua), war ein italienischer Adliger und Feldherr.

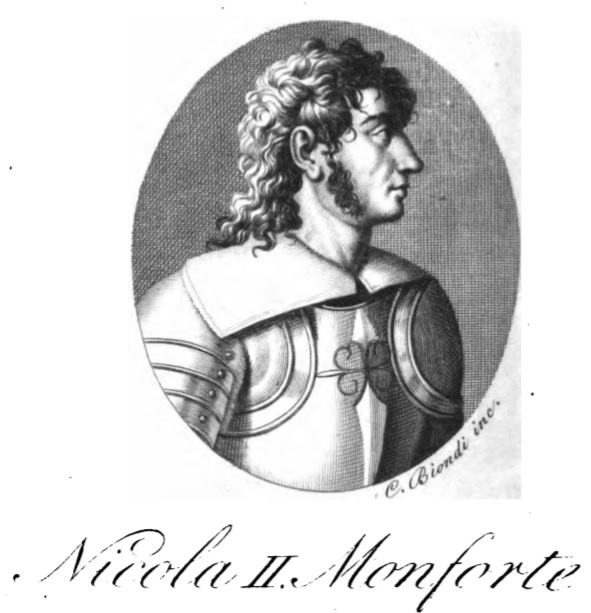
Cola di Monforte

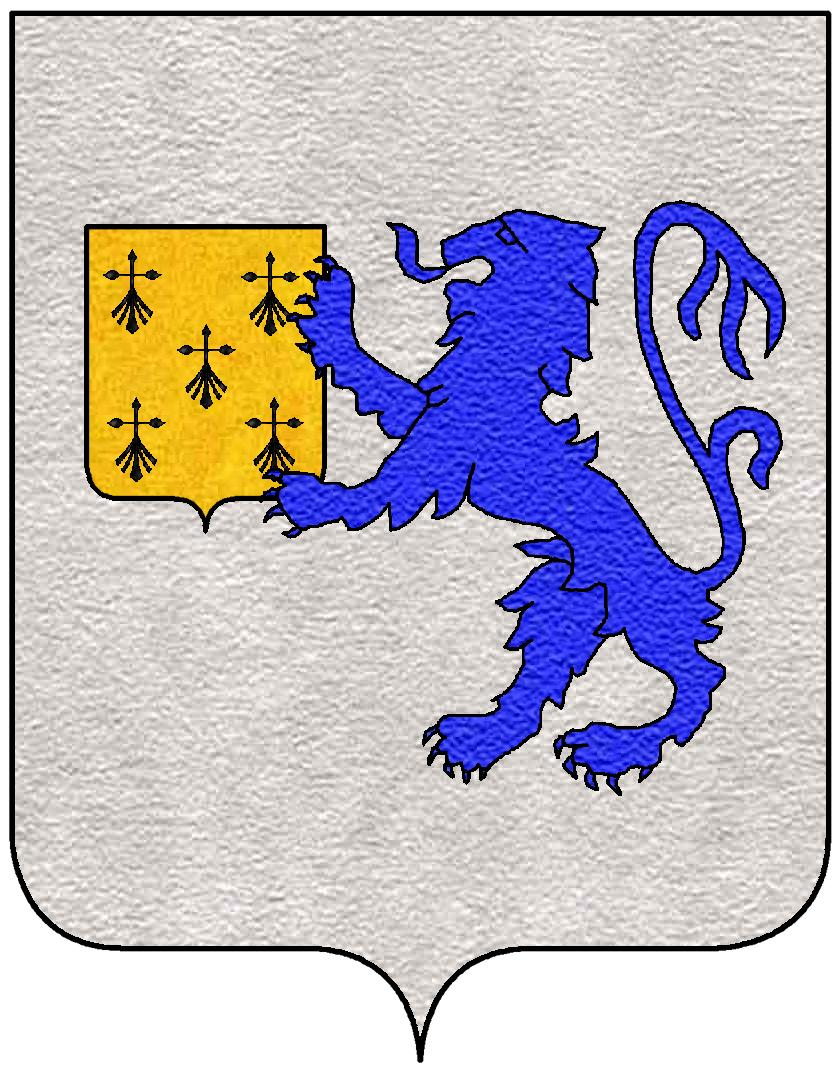
Familienwappen der Monforte

Er war Graf von Campobasso und Termoli, Signore von Apricena, Campodipietra, Campomarino, Castellino del Biferno, Castelvetere in Val Fortore, Celenza Valfortore, Commercy, Ferrazzano, Fragneto Monforte, Gambatesa, Mirabello Sannitico, Monacilioni, Montorio nei Frentani, Oratino, Pesco Sannita, Pietrelcina, Pontelandolfo, Ripalimosani, Serracapriola und Tufara sowie Gouverneur der Abruzzen.

## Leben
Nicola di Monforte-Gambatesa wurde 1415 in Neapel als Sohn von Angelo di Monforte-Gambatesa geboren. Die Identität seiner Mutter ist nicht ganz gesichert. Historiker identifizieren sie entweder mit Giovannella Caracciolo oder mit Giovanna da Celano, der Tochter des Grafen von Celano, Nicolò, und Maria Marzano. Er begann seine militärische Laufbahn in jungen Jahren zunächst in der Marine und anschließend in der Söldnerkompanie von Jacopo Caldora zusammen mit seinem Onkel Carlo di Monforte-Gambatesa. Nach dem Tod seines Vaters im Jahr 1450 erbte er all dessen Lehen.
Im August 1458 erhielt er von König Ferrante d’Aragona von Neapel das Kommando über drei Galeeren, mit denen er Piraterie gegen Schiffe der Republik Florenz betrieb. Im Dezember desselben Jahres wurde er zum Gouverneur der Abruzzen ernannt. Im folgenden Jahr erbte er auch die Lehen seines Onkels Carlo di Monforte-Gambatesa. Im November legte er sein Amt als Gouvernor mit der Begründung nieder, Macchiagodena zu Hilfe zu kommen, das von Antonio Caldora belagert wurde. Tatsächlich schloss er sich jedoch Caldora an. Gemeinsam mit den Feldherren Buffillo Del Giudice, Giacomo Montagano, Jacopo Capece Galeota und Ruggero Accrocciamuro machte er sich mit 900 Reitern auf den Weg nach Terra di Lavoro, um sich mit der Armee von Johann II., dem Anwärter auf den Thron des Königreichs Neapel, zu vereinen. Unterwegs stießen sie auf Matteo di Capua. Aufgrund dieses Verhaltens belagerten die Aragonesen seine Lehen, viele davon wurden beschlagnahmt und fielen Antonio d’Accio in die Hände. Er war der Anführer einer der Truppen von Ferdinands Armee. Nachdem er von der Niederlage der Aragonesen in der Schlacht von Sarno erfahren hatte, unterzeichnete er den Appell der rebellischen Barone an Papst Pius II., das Bündnis mit dem König aufzugeben.
Im März 1461 unterdrückte er gewaltsam eine Verschwörung, die die Anhänger des Königs gegen ihn angezettelt hatten: Er ließ den Abt von San Giorgio in Benevento inhaftieren und seinen Bruder Gorone hinrichten.
Die Belagerungen seiner Lehen durch die Truppen von Alessandro Sforza und Roberto Sanseverino d’Aragona im Dienste von Ferdinand I. dauerten bis 1464 an. Er sah sich daher gezwungen, sich zu ergeben und das Königreich Neapel zusammen mit seiner Familie zu verlassen. Er kam nach Rimini, Bologna und Revere und ließ sich schließlich 1465 in Mantua nieder (nach einem kurzen Aufenthalt in der Provence). Dort entdeckte er den Ehebruch seiner Frau und tötete sie, wodurch er sich des Ehegattenmordes schuldig machte.
Im Jahr 1466 begab er sich in die Provence, wo er sich mit 900 Soldaten der Ligue du Bien public gegen König Ludwig XI. von Frankreich anschloss. Im folgenden Jahr wurde er Berater von René d’Anjou-Valois und kämpfte in Gerona, Spanien, gegen die Aragonesen unter Ferdinand dem Katholischen, wurde jedoch besiegt. Bis Juli 1472 setzte er die Kämpfe in Spanien mit Höhen und Tiefen fort. Dann trat er in den Dienst Karls des Kühnen, der ihm befahl, nach Italien zurückzukehren und 400 Soldaten, 100 berittene Armbrustschützen sowie 200 Söldnern zu versammeln. Trotz verschiedener Schwierigkeiten gelang es ihm, die ihm übertragene Aufgabe zu erfüllen, woraufhin Karl ihn zu seinem Kammerherrn ernannte. Anschließend nahm er an der Belagerung von Neuss teil, doch die Mission endete in einer Niederlage: Es gab zahlreiche Verluste, Cola di Monforte wurde gefangen genommen und erkrankte in Gefangenschaft. Nach verschiedenen Verhandlungen konnte er jedoch befreit werden. 1475 versuchte er es erneut mit Jacopo Capece Galeota, doch auch diesmal war die Belagerung ein Fehlschlag und es gab zahlreiche Opfer.
Im Jahr 1475 kehrte er in den Dienst von Johann von Anjou-Valois zurück und eroberte zahlreiche französische Lehen. Aufgrund einiger Unstimmigkeiten mit diesem verfeindete er sich mit ihm und kehrte in die Dienste von Karl I. zurück. So nahm er an den Kämpfen in Metz und Nancy teil. 1477 trat er in die Dienste von René II. von Lothringen und nahm an einer erneuten Belagerung von Nancy teil, bei der Karl I. ums Leben kam. Die Niederlage und der darauffolgende Tod des Letzteren in der Schlacht waren auf Graf Cola zurückzuführen, der einige Tage zuvor Beleidigungen erlitten und von Karl I. eine Ohrfeige erhalten hatte und daraufhin zu Renés Armee überlaufen wollte. Zur Erinnerung an dieses Ereignis hisste er ein Banner mit einem großen Marmorblock, der durch den langsamen Druck einer Feige zerbrochen war, sowie dem Wahlspruch „Ingentia marmora findit caprificus“, das aus einem lateinischen Satz von Marcus Valerius Martialis stammt und genau bedeutet: „Der Caprificio zerbricht die großen Marmorblöcke.“ Im Juni desselben Jahres trat er in den Dienst der Republik Venedig und erhielt für zwei Dienstjahre und ein Ehrenjahr das Kommando über 500 Ritter. Im November wurde er nach Friaul-Julisch Venetien geschickt, um sich den Türken entgegenzustellen. Dort erhielt er zahlreiche Verstärkungen und konnte in offenen Schlachten Erfolge erzielen.
Cola di Monforte starb im August 1478 in Padua an der Pest.

## Nachkommen
Am 21. November 1450 heiratete er in Civitacampomarano Altobella di Sangro, die Tochter des Herzogs von Torremaggiore, Paolo di Sangro, und Abenante Attendolo. Sie wurde 1465 von ihm ermordet, da sie Ehebruch begangen hatte. Mit ihr hatte er zwei Söhne: Angelo, den ältesten Sohn, und Giovanni.